# Lindenzweig
Der Lindenzweig ist in der Heraldik eine gemeine Figur und wird selten verwendet.
Dargestellt wird ein Zweig mit Lindenblättern in unterschiedlicher Anzahl. Bei höherer Anzahl von Lindenblätter (oft acht Blätter) werden häufig in der Heraldik zwei verschlungene symmetrischer Zweige, die am Grund verbunden sind, dargestellt. Alle heraldische Farben sind möglich, aber Blätter grün oder rot und Zweige entsprechend sind bevorzugt.
Bekannt ist die Wappenfigur aus dem Wappen des fränkischen Adelsgeschlechtes.

## Beispiele

Seckendorff
Obernzenn
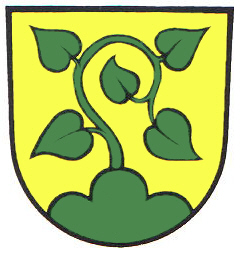
Unterwaldhausen
Sugenheim
Bernried
Waldachtal
Trautskirchen
Wonfurt
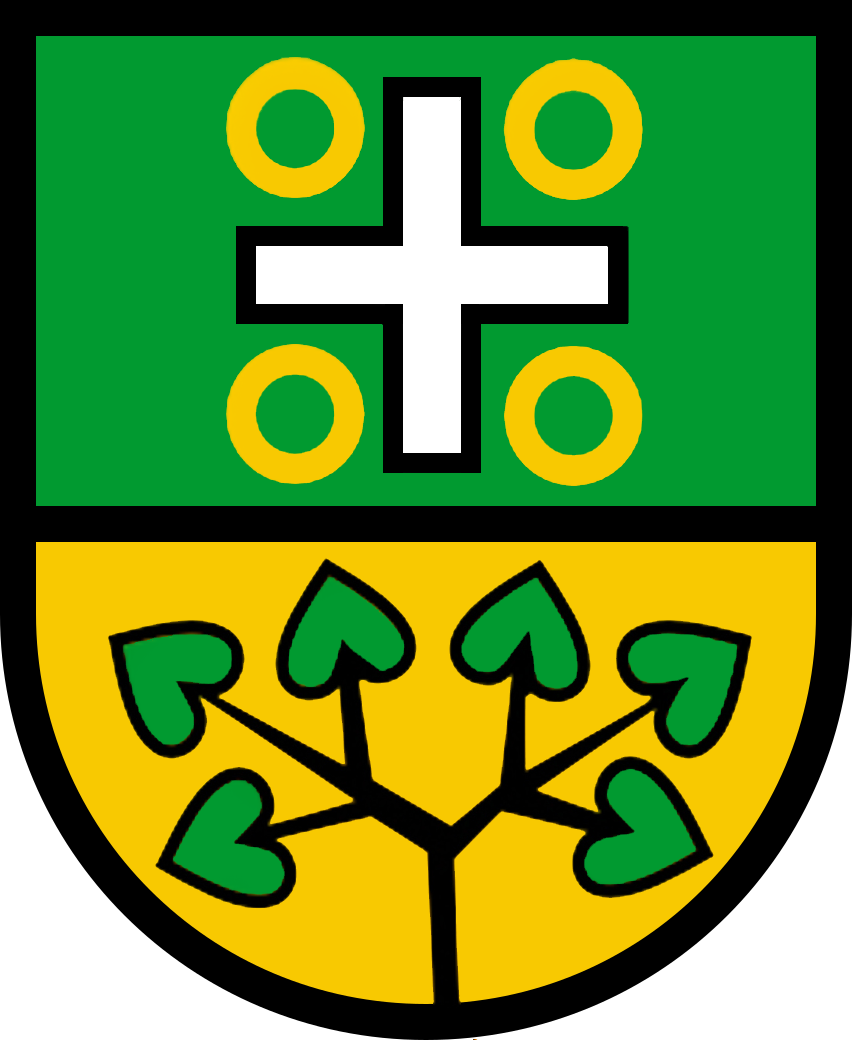
Groß Wokern
Unterleinleiter